# Setanida
Setanida is een geslacht van kreeftachtigen uit de klasse van de Malacostraca (hogere kreeftachtigen).

## Soort
- Setanida cristata Macpherson, 2006